# Martijn Reuser
Martijn Reuser (Ámsterdam, 1 de febrero de 1975) es un exfutbolista neerlandés que jugaba en la demarcación de centrocampista.

## Selección nacional
Jugó un partido con la selección de fútbol de los Países Bajos, haciendo su debut el 13 de octubre de 1998 en un partido amistoso contra Ghana que finalizó con un resultado de empate a cero.

## Clubes
| Club               | País         | Año       | Partidos | Goles |
| ------------------ | ------------ | --------- | -------- | ----- |
| AFC Ajax           | Países Bajos | 1993-1997 | 53       | 6     |
| Vitesse Arnhem     | Países Bajos | 1997-1999 | 60       | 15    |
| AFC Ajax           | Países Bajos | 1999-2000 | 5        | 1     |
| Ipswich Town FC    | Inglaterra   | 2000-2004 | 115      | 19    |
| Willem II Tilburgo | Países Bajos | 2004-2006 | 59       | 21    |
| RKC Waalwijk       | Países Bajos | 2006-2008 | 48       | 14    |
| NAC Breda          | Países Bajos | 2008-2010 | 48       | 3     |